# البيكار (كوكبة)
البيكار أو البركار أو الفرجار (باللاتينية: Circinus) هي كوكبة خافتة تقع في النصف الجنوبي للكرة السماوية.
تُرى كوكبة البيكار في نصف الأرض الشمالي، بدءًا من جنوب خط عرض 30 درجة شمالاً، وفي نصف الأرض الجنوبي عند جميع خطوط العرض.
ويعتبر شهر حزيران أفضل الأوقات لرؤيتها.
أدخل الفلكي الفرنسي نيقولا لويس دو لاكاي هذه الكوكبة بالاسم الفرنسي le Compas، ومثّلها فرجارًا (بيكار) على خريطة السماء الجنوبية؛ وذلك أثناء إقامته في رأس الرجاء الصالح بين عامي 1751م و1752م.
ومن أهم العناقيد النجمية في كوكبة البيكار: NGC 5715 [الإنجليزية], NGC 5823.
وأما أهم النجوم: ألفا البيكار، وبيتا البيكار، وغاما البيكار، ودلتا البيكار، وإبسلون البيكار، وزيتا البيكار، وإيوتا البيكار.